# Crossroad (chanson)
Pour les articles homonymes, voir Crossroad.
Singles de Ayumi Hamasaki
Moon/Blossom
(2010) L
(2010)
Crossroad (écrit en minuscules : crossroad) est le 49e single original de Ayumi Hamasaki sorti sous le label Avex Trax, en excluant ré-éditions, remixes, singles digitaux, et son tout premier single sorti sous un autre label.

## Présentation
Le single sort le 22 septembre 2010 au Japon sous le label Avex Trax, produit par Max Matsuura. Il ne sort que deux mois après les précédents singles de la chanteuse, Moon/Blossom et Blossom/Moon. Il atteint la 1re place du classement de l'Oricon. Il se vend à 73 691 exemplaires la première semaine, et reste classé pendant huit semaines, pour un total de 99 021 exemplaires vendus durant cette période.
Il sort en deux versions "CD" ainsi qu'en version "CD+DVD", avec des pochettes et contenus du CD différents ; le DVD supplémentaire contient le clip vidéo de la chanson-titre et son "making-of", ainsi que le clip vidéo du titre Blossom du précédent single Moon/Blossom prévu sortir à l'origine sur une version CD+DVD annulée de ce single ; la chanteuse n'apparait pas dans ce dernier clip, où figure le chanteur coréen Hero du groupe TVXQ.
Les différentes versions du single contiennent cinq titres en commun : la chanson-titre inédite écrite par Tetsuya Komuro, une reprise de la chanson Seven Days War de son groupe TM Network sortie en single en 1988, les versions instrumentales de ces deux titres, et une version remixée de la chanson Blossom du précédent single Moon/Blossom. La version CD+DVD ne contient que ces cinq titres, tandis que les deux versions "CD seul" contiennent chacune un titre en bonus différent : une version orchestrale de la chanson Moon du précédent single Moon/Blossom sur l'une, et une autre version orchestrale de la chanson Blossom du même single sur l'autre.
La chanson-titre a servi de thème musical pour une campagne publicitaire pour la compagnie de voyage Qualita. Elle figurera sur l'album Love Songs qui sortira trois mois plus tard, de même que Seven Days War en titre bonus, et sera également remixée sur l'album Ayu-mi-x 7 -version House- de 2011.

## Liste des titres
Toutes les paroles sont écrites par Ayumi Hamasaki, sauf titre N°2 par Mitsuko Komuro.
| 1. | Crossroad (Original mix) (crossroad...)                          | Tetsuya Komuro   | 4:51 |
| 2. | Seven Days War (Original mix) (SEVEN DAYS WAR...)                | Tetsuya Komuro   | 5:00 |
| 3. | Blossom (Clockwork Yellow Remix) (blossom...)                    | Yasuhiko Hoshino | 5:54 |
| 4. | Moon (Orchestra version) (MOON...)                               | Yasuhiko Hoshino | 6:15 |
| 5. | Crossroad (Original mix -Instrumental-) (crossroad...)           | Tetsuya Komuro   | 4:50 |
| 6. | Seven Days War (Original mix -Instrumental-) (SEVEN DAYS WAR...) | Tetsuya Komuro   | 4:55 |

| 1. | Crossroad (Original mix) (crossroad...)                          | Tetsuya Komuro   | 4:51 |
| 2. | Seven Days War (Original mix) (SEVEN DAYS WAR...)                | Tetsuya Komuro   | 5:00 |
| 3. | Blossom (Clockwork Yellow Remix) (blossom...)                    | Yasuhiko Hoshino | 5:54 |
| 4. | Blossom (Orchestra version) (blossom...)                         | Yasuhiko Hoshino | 4:05 |
| 5. | Crossroad (Original mix -Instrumental-) (crossroad...)           | Tetsuya Komuro   | 4:50 |
| 6. | Seven Days War (Original mix -Instrumental-) (SEVEN DAYS WAR...) | Tetsuya Komuro   | 4:55 |

| 1. | Crossroad (Original mix) (crossroad...)                          | Tetsuya Komuro   | 4:51 |
| 2. | Seven Days War (Original mix) (SEVEN DAYS WAR...)                | Tetsuya Komuro   | 5:00 |
| 3. | Blossom (Clockwork Yellow Remix) (blossom...)                    | Yasuhiko Hoshino | 5:54 |
| 4. | Crossroad (Original mix -Instrumental-) (crossroad...)           | Tetsuya Komuro   | 4:50 |
| 5. | Seven Days War (Original mix -Instrumental-) (SEVEN DAYS WAR...) | Tetsuya Komuro   | 4:55 |

| 1. | Crossroad (vidéo clip) | 4:53 |
| 2. | Crossroad (making of)  | 3:10 |
| 3. | Blossom (vidéo clip)   | 5:26 |

## Interprétations à la télévision
- Music Station (10 septembre 2010)
- CDTV (2 octobre 2010)